# بارت تشيلتون
بارت تشيلتون (بالإنجليزية: Bart Chilton)‏ هو مقدم تلفزيوني أمريكي، ولد في 1 مايو 1960 في ويلمنغتون في الولايات المتحدة، وتوفي في 27 أبريل 2019 بسبب سرطان البنكرياس.